# Chroustov (Úhlejov)
Chroustov je vesnice, část obce Úhlejov v okrese Jičín. Nachází se asi 1 km na severozápad od Úhlejova. V roce 2009 zde bylo evidováno 73 adres. V roce 2001 zde trvale žilo 33 obyvatel.
Chroustov leží v katastrálním území Chroustov u Miletína o rozloze 2,31 km2.